# 五分山
五分山(H757m)，又名滴水大尖或粗坑口山，位於臺灣新北市瑞芳區與平溪區交界處，臨近基隆市境，海拔757公尺，有1065號二等三角點及1038號三等三角點基石各一顆，為台灣小百岳之一。一○三八號。近山頂處有一球形氣象站，為五分山的明顯地標。
近年來新北市政府已將五分山一帶的登山路徑結合起來，規劃成「五分山登山步道」。

## 五分山西峰
五分山西偏南約500公尺處有一座無名山峰，部分登山界人士稱為「五分山西峰」，位於新北市、基隆市交界上，海拔740公尺，為基隆市實質上的第一高峰（基隆市名義上的第一高峰為海拔729公尺的姜子寮山）。